# Emilio Solfrizzi
Emilio Solfrizzi (Bari, 5 aprile 1962) è un attore e comico italiano.

## Biografia
Nato e cresciuto a Bari da padre barese e da madre originaria di Ruvo del Monte (in provincia di Potenza), ha frequentato il locale "liceo classico Domenico Cirillo", laureandosi poi al DAMS di Bologna. Nel 1985 forma, con il compagno di studi Antonio Stornaiolo, la coppia comica di Toti e Tata, che avrà grande popolarità nei primi anni novanta, limitatamente alle sole Puglia e Basilicata. Insieme, nel 1988, fondano a Bari il teatro-cabaret "La dolce vita". Nello stesso anno iniziano la collaborazione con l'autore Gennaro Nunziante, con il quale, per quasi un decennio, realizzano spettacoli teatrali, quali: Se ci sei datti un colpo, West Durazzo Story, The Show must go home e televisivi: Filomena Coza Depurada, Teledurazzo, Il Polpo, Melensa, Extra TV, Zero a zero, Televiscion e Love Store, che riscuotono un grande consenso di pubblico e critica. Il duo pubblica anche l'unico album Se Ci Sei Datti Un Colpo.
Dopo alcune partecipazioni a programmi delle reti Mediaset per comici esordienti, Solfrizzi arriva al grande pubblico: interpreta il personaggio del pavido e servile giornalista Lino Linguetta in Striscia la notizia su Canale 5. Era la stagione 1995-1996 ed Emilio interpretava il direttore de La Faccia del sud, che non aveva alcuna remora a mostrarsi adulatore nei confronti del potere. Successivamente interpreta l'appuntato Perchione. Nell'estate 1997 il duo lavora, in prima serata, il giovedì sera su Rai 1, all'interno del programma Va ora in onda, condotto da Carlo Conti.
Toti e Tata sciolgono il loro sodalizio nel 1998, dopo il termine della trasmissione Love Store, quando Emilio Solfrizzi si trasferisce a Roma. Nel 2000 fino al 2001 è protagonista della fiction Sei forte, maestro, con Gaia De Laurentiis.  
Al cinema esordisce nel 1995 con Selvaggi di Carlo Vanzina. In seguito recita in Matrimoni (1998) e in Liberate i pesci! (1999) di Cristina Comencini, in Ormai è fatta! (1999) e in El Alamein - La linea del fuoco (2002) di Enzo Monteleone, in Agata e la tempesta (2004) di Silvio Soldini e in La terra (2006) di Sergio Rubini. Nel 2007 recita insieme a Giorgia Surina nella terza edizione della sitcom Love Bugs in onda su Italia 1. Nel dicembre dello stesso anno interpreta l'avvocato Guido Guerrieri nella miniserie L'avvocato Guerrieri su Canale 5, tratta dai romanzi dello scrittore barese Gianrico Carofiglio.

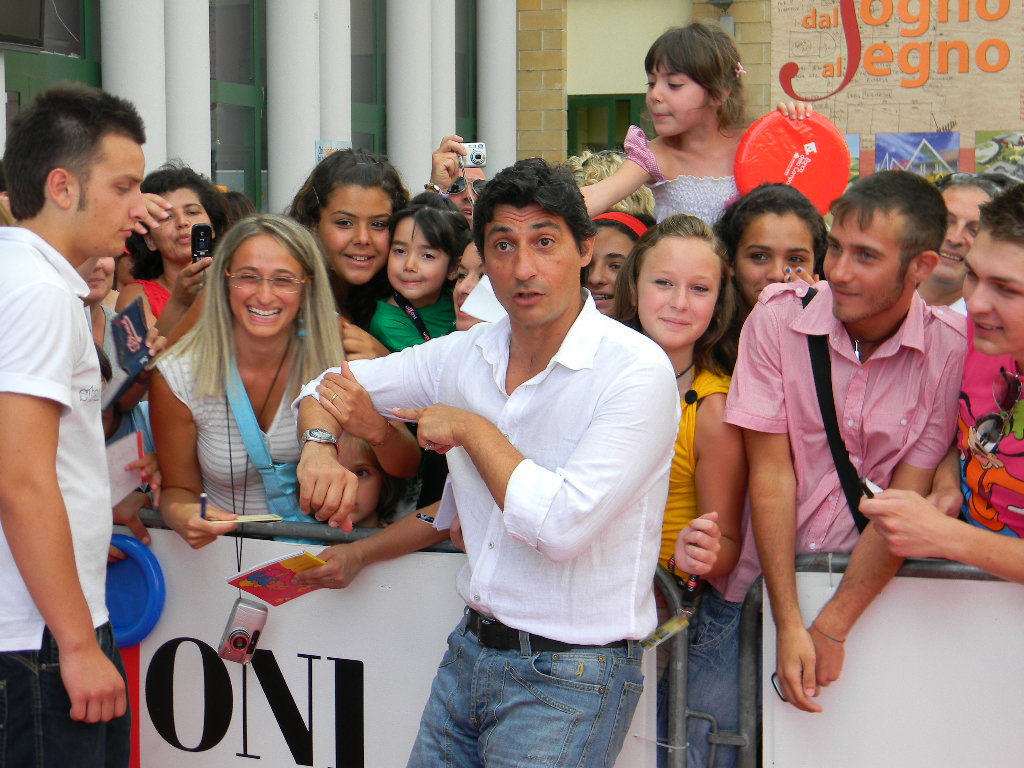
Emilio Solfrizzi al Giffoni Film Festival 2010

Nel 2008 è protagonista, in coppia con Stefania Rocca e poi con Antonia Liskova, di Tutti pazzi per amore su Rai 1. Per Rai 2 invece gira il primo degli otto film della serie Crimini 2, intitolato La doppia vita di Natalia Blum, ambientato interamente a Bari. Nel 2009 è protagonista del film Piede di Dio, diretto da Luigi Sardiello e nella fiction di Rai 1 Mi ricordo Anna Frank, diretto da Alberto Negrin, dove interpreta il drammatico ruolo del padre di Anna Frank. Nel marzo 2010 racconta la sua vita a Bontà sua, programma di Maurizio Costanzo.
Dopo aver terminato le riprese dei film Maschi contro femmine e Femmine contro maschi, girati in un'unica soluzione e diretti da Fausto Brizzi, Solfrizzi, sempre per il cinema, interpreta Piero Cicala in Se sei così ti dico sì, diretto da Eugenio Cappuccio, con Belén Rodríguez. Nel 2012 torna a teatro con lo spettacolo Due di noi, esordio teatrale di Michael Frayn e, insieme a Lunetta Savino, girerà l'Italia per tre fortunate stagioni. Nel 2013 per il cinema è protagonista di Mi rifaccio vivo, commedia scritta e diretta da Sergio Rubini, mentre un anno più tardi veste i panni del commissario Calabresi in Gli anni spezzati - Il commissario, scritta e diretta da Graziano Diana.
Dal 2008 al 2012 è protagonista di tre fortunate stagioni della serie Tutti pazzi per amore, prodotta da Rai Fiction e Publispei, con un cast composto da Stefania Rocca e Antonia Liskova, succedutesi nel ruolo di Laura, Nicole Murgia e Brenno Placido, Alessio Boni, Martina Stella, Ricky Memphis, Anita Caprioli, Alessia Barela e Lucrezia Lante della Rovere.
Sempre nel 2014 è tra i protagonisti del film per il cinema Un matrimonio da favola, diretto da Carlo Vanzina. Nel 2015 è nel film Sei mai stata sulla Luna?, per la regia di Paolo Genovese, mentre in teatro debutta con Sarto per signora di Georges Feydeau, con la regia di Valerio Binasco. Nel 2016 è tra i protagonisti de L'amore rubato, tratto dal libro di Dacia Maraini, regia di Irish Braschi. In televisione, in onda a febbraio 2017 su Canale 5, interpreta Luigi Cordaro nella fiction Amore pensaci tu, regia di Francesco Pavolini e Vincenzo Terracciano, versione italiana di House Husbands. Sempre nel 2017, in teatro, affronta Molière col suo Il borghese gentiluomo, per la regia di Armando Pugliese.
La sua collaborazione e amicizia con Antonio Stornaiolo continua nello spettacolo teatrale, portato anche nelle piazze pugliesi, Il cotto e il crudo.

## Filmografia

### Cinema
- La stazione, regia di Sergio Rubini (1990)
- Selvaggi, regia di Carlo Vanzina (1995)
- Fratelli coltelli, regia di Maurizio Ponzi (1997)
- Matrimoni, regia di Cristina Comencini (1998)
- Besame mucho, regia di Maurizio Ponzi (1998)
- Ormai è fatta!, regia di Enzo Monteleone (1999)
- Liberate i pesci!, regia di Cristina Comencini (2000)
- Il grande botto, regia di Leone Pompucci (2000)
- Se fossi in te, regia di Giulio Manfredonia (2001)
- El Alamein - La linea del fuoco, regia di Enzo Monteleone (2002)
- Per sempre, regia di Alessandro Di Robilant (2003)
- Agata e la tempesta, regia di Silvio Soldini (2004)
- Incidenti, regia di Miloje Popovic (2005)
- La terra, regia di Sergio Rubini (2006)
- 2061 - Un anno eccezionale, regia di Carlo Vanzina (2007)
- La luna nel deserto, regia di Cosimo Damiano Damato (2008)
- Piede di Dio, regia di Luigi Sardiello (2009)
- Maschi contro femmine, regia di Fausto Brizzi (2010)
- Femmine contro maschi, regia di Fausto Brizzi (2011)
- Se sei così ti dico sì, regia di Eugenio Cappuccio (2011)
- Mi rifaccio vivo, regia di Sergio Rubini (2013)
- Un matrimonio da favola, regia di Carlo Vanzina (2014)
- Sei mai stata sulla Luna?, regia di Paolo Genovese (2015)
- L'amore rubato, regia di Irish Braschi (2016)
- School of Mafia, regia di Alessandro Pondi (2021)
- Love in the Villa - Innamorarsi a Verona (Love in the villa), regia di Mark Steven Johnson (2021)

### Televisione
- Sei forte, maestro – serie TV (2000-2001)
- La sfida, regia di Anna Di Francisca – film TV (2001)
- Luisa Sanfelice, regia di Paolo e Vittorio Taviani – miniserie TV (2004)
- Giovanni Falcone - L'uomo che sfidò Cosa Nostra, regia di Antonio Frazzi e Andrea Frazzi – miniserie TV (2006)
- Love Bugs³, regia di M. Martelli, R. Recchia – sitcom (2007)
- L'avvocato Guerrieri - Testimone inconsapevole, regia di Alberto Sironi – film TV (2007)
- L'avvocato Guerrieri - Ad occhi chiusi, regia di Alberto Sironi – film TV (2008)
- Tutti pazzi per amore – serie TV (2008-2012)
- Mi ricordo Anna Frank, regia di Alberto Negrin – film TV (2010)
- Crimini – serie TV, episodio 2x01 (2010)
- Gli anni spezzati, regia di Graziano Diana – miniserie TV, episodio 1x01-02 (2014)
- Amore pensaci tu – serie TV (2017)

## Programmi televisivi
- Filomena Coza Depurada (Telebari; Antenna Sud, 1992)
- Mazza e Panella (Telenorba, 1992)
- Teledurazzo (Telenorba, 1993)
- Il Polpo (Telenorba, 1993)
- Farsa Italia (Telenorba, 1994)
- Extra TV (Telenorba, 1994)
- Infelice Natale (Telenorba, 1994)
- Zero a Zero (Telenorba, 1995)
- Melensa (Telenorba, 1995)
- A Bari nessuno è straniero nemmeno Guerrero (Telenorba, 1997)
- Televiscion (Telenorba, 1997)
- Love Store (Telenorba, 1998)
- Star 90 (Rete 4, 1990)
- Striscia la notizia (Canale 5, 1995)
- Estatissima sprint (Canale 5, 1996)
- Condominio mediterraneo (Rai 3, 1997)
- Va ora in onda (Rai 1, 1997)
- Qualcuno mi può giudicare (Rai 3, 1998)
- Speciale per me (Rai 1, 2005)
- Tagadà (LA7, 2019)
- Bel tempo si spera (TV2000, 2019)

### Doppiaggio
- Il più grande uomo scimmia del Pleistocene, regia di Jamel Debbouze (2015)

### Teatro
- Se ci sei datti un colpo, regia di Antonio Stornaiolo, Emilio Solfrizzi, Gennaro Nunziante (1989)
- Sex drugs e patate riso e cozze, regia di Gennaro Nunziante, Antonio Stornaiolo, Emilio Solfrizzi (1992)
- West Durazzo Story, regia di Gennaro Nunziante, Antonio Stornaiolo, Emilio Solfrizzi (1993)
- The show must go home, regia di Gennaro Nunziante, Antonio Stornaiolo, Emilio Solfrizzi (1994)
- Televiscion tour, regia di Gennaro Nunziante, Antonio Stornaiolo, Emilio Solfrizzi (1998)
- Oesais live tour, regia di Gennaro Nunziante, Antonio Stornaiolo, Emilio Solfrizzi (1998)
- Histoire du soldat, regia G. Solfato (1999)
- Casa Stornaiolo, regia Antonio Stornaiolo (2005)
- Tutti pazzi per l'italiano, regia di Antonio Stornaiolo, Emilio Solfrizzi (2010)
- Il Cotto e il Crudo, regia di Antonio Stornaiolo, Emilio Solfrizzi (2011)
- Due di noi, regia di L. Muscato (2012-2014)
- Sarto per signora, regia di Valerio Binasco (2015-2016)
- Il borghese gentiluomo di Molière, regia di Armando Pugliese (2017)
- Roger, regia di U. Marino (2018)
- A testa in giù di Florian Zeller, regia di Gioele Dix (2018)
- Tutto il mondo è un palcoscenico, testo e regia di Antonio Stornaiolo e Emilio Solfrizzi (2019)
- Il malato immaginario di Molière, regia di Guglielmo Ferro (2021)
- Under Milk Wood di Dylan Thomas, progetto di Giancarlo Marinelli (2022)
- L'anatra all'arancia di Marc-Gilbert Sauvajon (tratto da una commedia di William Douglas Home), regia di Claudio Greg Gregori (2023-in corso)[2]
- Anfitrione (Plauto), regia di Emilio Solfrizzi (2024)

### Radio
- Radiosveglia Bari (Canale 100, 1990)
- Giri di boa (RadioDue, 1994)

## Riconoscimenti
- David di Donatello
  - 1999 – Candidatura al miglior attore non protagonista per Matrimoni
  - 2000 – Candidatura al miglior attore non protagonista per Ormai è fatta!
  - 2004 – Candidatura al miglior attore non protagonista per Agata e la tempesta

- Nastro d'argento
  - 2000 – Candidatura al miglior attore non protagonista per Liberate i pesci! 
  - 2011 – Candidatura a miglior attore protagonista per Se sei così ti dico sì
  - 2011 – Miglior canzone originale (Amami di più) per Se sei così ti dico sì

- Diversity Media Awards
  - 2018 – Miglior serie TV italiana per Amore pensaci tu

- Premio Flaiano
  - 2010 – Miglior interprete televisivo per Tutti pazzi per amore 2

- Premio Regia Televisiva
  - 2009 – Miglior fiction per Tutti pazzi per amore

- Roma Fiction Fest
  - 2010 – Miglior attore nella categoria Tv Movie per Mi ricordo Anna Frank